# اینزلگا
اینزلگا (انگلیسی: Inzelga) یک شهرک در شهرستان گافوریسکی استان باشقیرستان کشور روسیه است.